# Cristal de Boemia

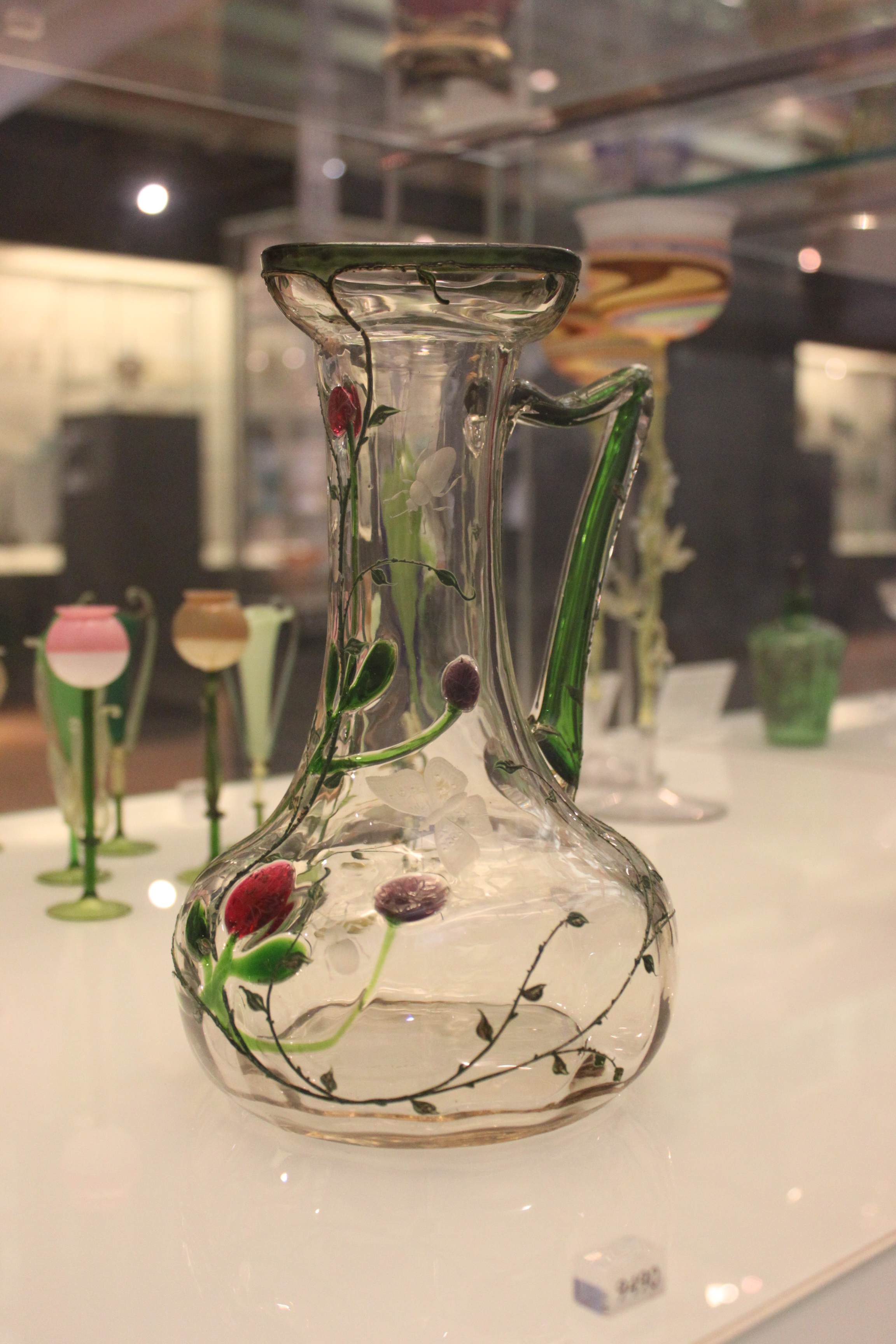
Sticlă de Boemia realizat de L. Moser și Sohne (aproximativ 1900) la Karlovy Vary

Sticla de Boemia, denumită în mod tradițional cristal de Boemia, este sticla produsă în regiunile Boemia și Silezia, în prezent părți ale Republicii Cehe. Este recunoscută de secole pe plan internațional pentru calitatea sa, precum și pentru măiestria, frumusețea și designurile deseori inovatoare. Articole decorate manual, gravate, suflate și pictate, de la cupe de șampanie la candelabre enorme, ornamente, figurine și alte articole din sticlă, sunt printre cele mai reprezentative mărfuri de export din Cehia și foarte populare ca suveniruri turistice. Republica Cehă găzduiește numeroase studiouri și școli de sticlărie, la care participă studenți locali și străini. 
Săpături arheologice indică faptul că cele mai vechi siturilor de fabricare a sticlei din regiune datează în jurul anului 1250 și sunt situate în Munții Lusațieni din Boemia de Nord. Alte site-uri notabile de fabricare a sticlei de-a lungul veacurilor sunt Skalice (germană Langenau), Jablonec nad Nisou, Železný Brod, Poděbrady, Karlovy Vary, Kamenický Šenov (germană Steinschönau) și Nový Bor (germană Haida). Multe dintre aceste orașe au propriile lor muzee de sticlă, cu obiecte care datează adesea din jurul anului 1600. Jablonec nad Nisou este cunoscut în special pentru tradiția locală de fabricare a bijuteriilor de sticlă. Istoria sa îndelungată este documentată de mari colecții ale Muzeului de sticlă și bijuterii din Jablonec nad Nisou. 

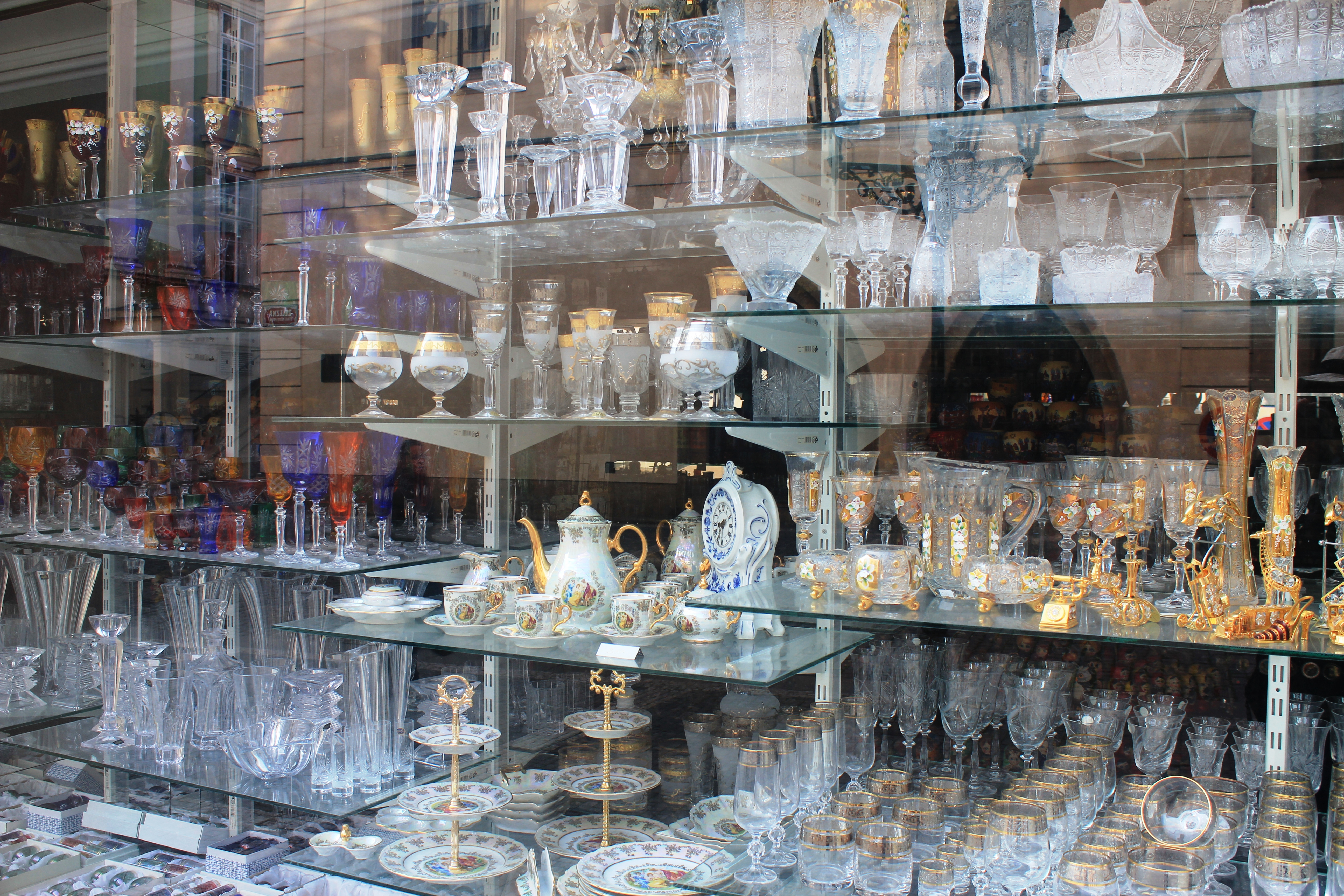
Vitrină din Praga cu sticlărie de Boemia

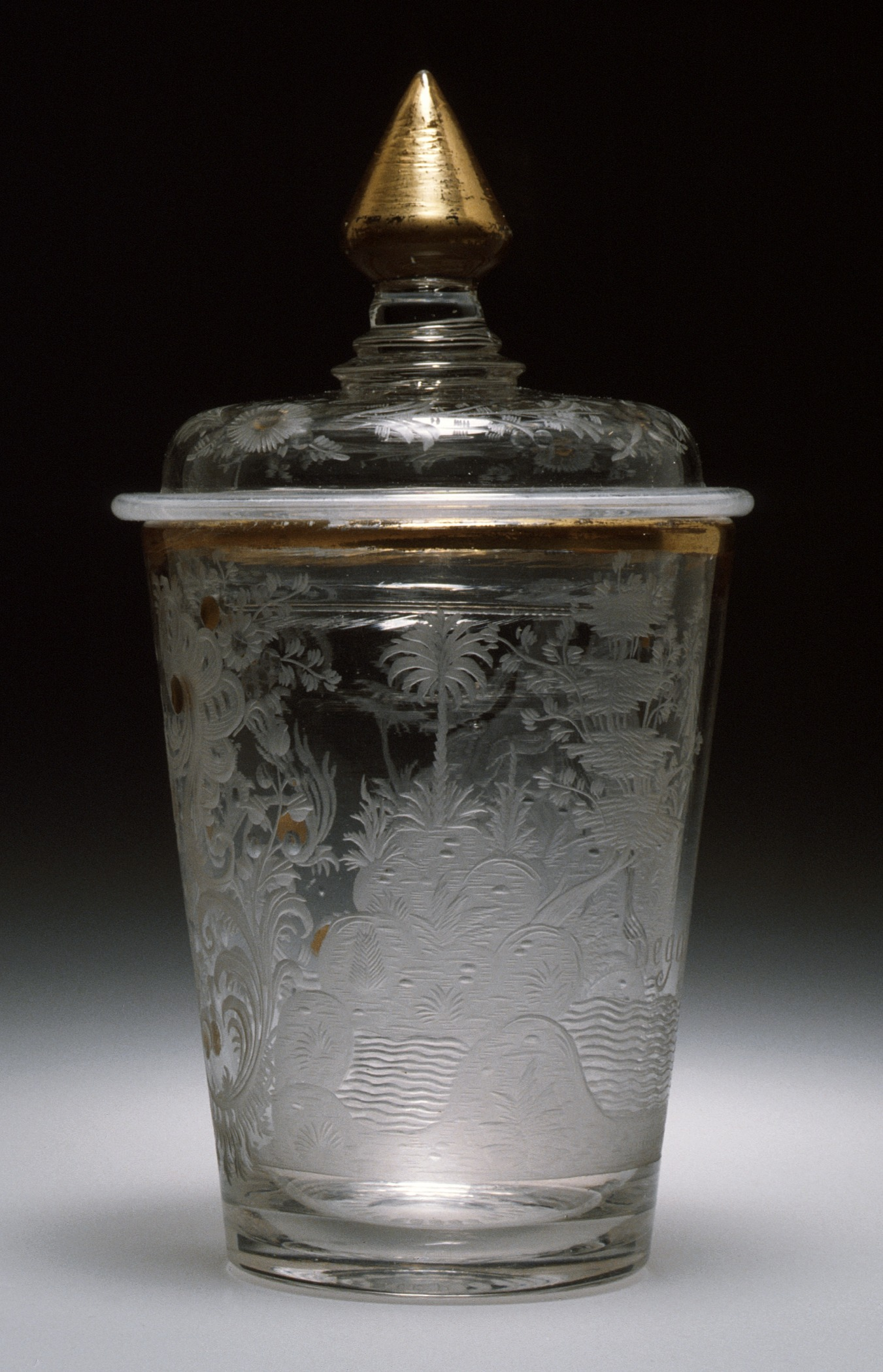
Vas acoperit din sticlă de Boemia

## Cristalversussticlă
Înțelesurile pentru termenii „cristal” și „sticlă” se schimbă în funcție de țară. Cuvântul „cristal” presupune, în cea mai mare parte a lumii occidentale, prezența plumbului. În Uniunea Europeană, etichetarea produselor „cristal” este reglementată de Directiva 69/493/CEE a Consiliului, care definește patru categorii, în funcție de compoziția chimică și proprietățile materialului. Doar produsele din sticlă care conțin cel puțin 24% oxid de plumb pot fi denumite „cristal de plumb”. Produsele cu mai puțin oxid de plumb sau produsele din sticlă cu alți oxizi metalici folosiți ca înlocuitori pentru oxidului de plumb trebuie să fie etichetați „cristalin” sau „sticlă de cristal”. În Statele Unite ale Americii, sticla este definită drept „cristal” dacă conține doar 1% plumb. În Republica Cehă, termenul „cristal” este folosit pentru orice sticlă rafinată, de înaltă calitate. „Cristal cu plumb” înseamnă cristal care conține mai mult de 24% oxid de plumb. 
Prezența plumbului în cristal înmoaie sticla și o face ușor prelucrabilă prin tăiere și gravare. Plumbul crește greutatea paharului și face ca sticla să difuzeze lumina. Sticla poate conține până la 40% plumb, dacă se dorește obținerea durității maxime. Pe de altă parte, cristalul poate conține mai puțin de 24% plumb dacă prezintă o proporție mare de oxid de bariu, ceea ce asigură o difracție a luminii de înaltă calitate.

## Istorie
Boemia, în prezent parte din Republica Cehă, a devenit renumită pentru sticla frumoasă și plină de culoare încă din timpul Renașterii. Istoria paharului de Boemia își are originea în resursele naturale abundente găsite în mediul rural. 
Lucrătorii din sticla de Boemia au descoperit că amestecul de potasă și cretă conduce la obținerea unei sticle incolore transparente, mai stabilă decât sticla din Italia. În secolul al XVI-lea, termenul „cristal de Boemia” a fost folosit pentru prima dată pentru a distinge calitățile sale de sticla realizată în altă parte. Această sticlă nu conținea plumb, așa cum se crede în mod obișnuit. În plus, s-au folosit alte resurse locale, precum lemnul pentru arderea cuptoarelor și cenușa de ardere pentru obținerea potasei. De asemenea, au fost utilizate cantități masive de calcar și silice. În secolul al XVII-lea, Caspar Lehmann, bijuterul împăratului Rudolf al II-lea din Praga, și-a adaptat tehnica în vederea gravării sticlei cu unelte din cupru și bronz. În acele timpuri, teritoriile cehe au devenit producătorul dominant de articole de sticlă decorativă, iar fabricanții locali de sticlă au câștigat reputație internațională pentru stilul baroc de înaltă clasă, în perioada 1685-1750. 
Sticlăria cehă a devenit la fel de valoroasă precum bijuteriile și a fost căutată de cei mai bogați aristocrați ai vremii. Candelabrele de cristal cehe pot fi găsite în palatele regelui francez Ludovic al XV-lea, ale Mariei Tereza (împărăteasa Austriei) și ale Elisabetei a Rusiei. 
Boemia a dovedit patria meșterilor experți în arta cristalului. Cristalul de Boemia a devenit faimos pentru gravura excelentă. Meșterii au devenit profesori pricepuți pentru ucenici veniți din țări vecine sau îndepărtate, pentru a învăța meșteșugul. Până la mijlocul secolului al XIX-lea a fost creat un sistem de învățământ tehnic pentru fabricarea sticlei, care încuraja  atât tehnicile tradiționale, cât și unele inovatoare, precum și pregătirea tehnică minuțioasă. 
În a doua jumătate a secolului al XIX-lea, Boemia s-a adaptat comerțului de export în masă, pentru a face față cererii din întreaga lume. Vazele au fost produse fie într-o singură culoare din sticlă opacă, fie din sticlă în două culori. Acestea erau decorate cu flori groase emailate care erau pictate cu mare viteză. Altele au fost decorate cu imprimeuri litografice colorate care copiau tablouri celebre. Aceste obiecte din sticlă au fost realizate în cantități uriașe în mari fabrici și au fost disponibile pentru comanda prin poștă în toată Europa și America. Multe dintre ele nu reprezentau obiecte de artă, ci obiecte decorative ieftine pentru a lumina case obișnuite.  
Pictura inversă pe sticlă a fost, de asemenea, o specialitate cehă. Imaginea era pictată de mână cu grijă pe partea din spate a unui geam de sticlă, folosind o varietate de tehnici și materiale, după care tabloul era montat într-un cadru de lemn. 
Artizanatul din sticlă a rămas la un nivel ridicat chiar și sub regimul comunist, deoarece a fost considerat ideologic inofensiv și a contribuit la promovarea renumelui țării. Designerii și producătorii de sticlă s-au bucurat de recunoaștere internațională. Articole de sticlă cehe, inclusiv lucrări de artă precum sculpturi, au fost expuse și premiate în multe expoziții internaționale, în special la târgrile mondiale Expo 58  de la Bruxelles și în Expo 67 din Montréal. 
Astăzi, candelabre de cristal Cehia atârnă, de exemplu, la Scala din Milano, Teatro dell'Opera din Roma, Palatul Versailles, Muzeul Ermitaj din Sankt Petersburg sau palatul regal din Riad. De asemenea, rămân apreciate la nivel internațional diverse articole de sticlă, ornamente, figurine, bijuterii, margele și altele. 
Unul dintre articolele de sticlă pentru care este încă cunoscută națiunea cehă este producția de mărgele „druk”. Aecstea sunt mărgele rotunde (3 - 18 mm) din sticlă, cu mici găuri de filetare, produse într-o mare varietate de culori și finisaje și utilizate în principal ca distanțiere în rândul producătorilor de bijuterii cu margele.